# Аквавива, Андреа Маттео
Андреа Маттео Аквавива, 8-й герцог Атри, герцог Терамо, 15-й граф Конверсано (итал. Andrea Matteo III Acquaviva d'Aragona; 1456 года, Атри — 29 января 1529 года, Конверсано) — итальянский аристократ, потомок одной из древнейших неаполитанских семей, старший сын знаменитого полководца Джулио Антонио Аквавива (Giulio Antonio Acquaviva).

## Биография
При нападении французского короля Карла VIII на Неаполь (1495) перешёл на сторону французов. Впоследствии отличился в войне против испанцев, храбро сражался с войском Фердинанда Католика, но в 1503 году был разбит и взят в плен Гонзальвом Кордуанским.
Получив свободу, он жил в Неаполе, где посвятил себя наукам и литературе, на их развитие тратил все свои доходы. Завёл в своем дворце типографию и написал несколько сочинений, примечательных широкими познаниями, включая «Commentari in translationem libello Plutarchi de virture morali».
Скончался в Конверсано 29 января 1529 года.